# Nuno Barreto
Nuno Miguel Santos Barreto (ur. 29 kwietnia 1972 w Lizbonie) – portugalski żeglarz sportowy. Brązowy medalista olimpijski z Atlanty.
Brał udział w trzech igrzyskach (IO 96, IO 00, IO 04). W 1996 był trzeci w klasie 470. Płynął wówczas wspólnie z Hugo Rochą. W 1996 byli również wicemistrzami Europy.